# 이한열기념관
이한열기념관(李韓烈記念館, 영어: Leehanyeol Memorial Museum)은 이한열의 유품과 1987년 6월 항쟁의 기록을 보존·연구·전시하여 민주주의의 역사를 교육하기 위해 설립된 사립 박물관이다. 
- 2005년 6월 9일 : 개관[1]
- 2014년 8월 : 사립박물관 인가[2]